# Ust'-Majskij ulus
L'Ust'-Majskij ulus è un ulus (distretto) della Repubblica Autonoma della Jacuzia-Sacha, nella Russia siberiana orientale; il capoluogo è l'insediamento di tipo urbano di Ust'-Maja.
Confina con gli ulus Aldanskij a sudovest, Amginskij, Čurapčinskij e Tattinskij ad ovest, Tomponskij a nordovest e Ojmjakonskij all'estremità nordest.
Il suo territorio si estende nella sezione orientale delle alture della Lena, nella bassa valle del fiume Aldan e dei suoi affluenti Allach-Jun' e Maja; oltre al capoluogo, altri centri abitati di qualche rilievo sono gli insediamenti di tipo urbano di Allach-Jun', Zvëzdočka, Solnečnyj, Ėl'dikan e Jugorenok.